# Rue Paul Leduc (Bruxelles)
Pour les articles homonymes, voir Rue Paul Leduc.
La rue Paul Leduc (en néerlandais : Paul Leducstraat) est une rue bruxelloise de la commune de Schaerbeek qui va de la rue Camille Wollès à la rue de Genève en passant par la rue Jul Merckaert.

## Histoire et description
La rue porte le nom d'un peintre belge, Paul Leduc, né à La Louvière le 28 août 1876 et décédé à Schaerbeek le 13 juillet 1943.
La rue, ainsi que sa voisine la rue Camille Wollès, est constituée de maisons mitoyennes de 190 m² reprenant presque toujours la même structure interne : salon, salle à manger et cuisine au rez-de-chaussée ; deux chambres au 1er étage ; un grenier. Les façades sont de 5 types différents. Les maisons présentent un jardinet (zone de recul) face à la rue et un jardin à l'arrière de la maison. Les jardins côté impair donnent sur le cimetière de St-Josse. Quelques maisons ont obtenu le droit de stationnement dans leur jardinet dans les années 70.
La rue fait partie d'une zone ZICHEE (Zone d’Intérêt Culturel, Historique, Esthétique et/ou d’Embellissement).
La numérotation des habitations va de 1 à 103 pour le côté impair et de 2 à 76 pour le côté pair.

## Adresses notables
- nos 54, 58, 76 et 103 : Maisons du Foyer Schaerbeekois